# Somjit Jongjohor
Somjit Jongjohor (Thai: สมจิตร จงจอหอ; * 19. Januar 1975 in Nakhon Ratchasima) ist ein ehemaliger thailändischer Boxer. 

## Leben
Jongjohor, dessen Eltern in der Landwirtschaft arbeiteten, begann im achten Lebensjahr mit dem Boxsport und wechselte mit 15 Jahren zum Muay Thai, ehe er mit 20 Jahren zum klassischen Boxen zurückkehrte und in den Militärdienst der Thailändischen Streitkräfte eintrat, wo er unter anderem als Boxtrainer und Sportleiter tätig war, sowie 2022 zum Oberstleutnant befördert wurde. Nach seiner Boxkarriere arbeitete er zudem in der Unterhaltungsindustrie als Moderator und Schauspieler. Er ist verheiratet und Vater von zwei Kindern (Stand: 2022).

## Karriere
Somjit Jongjohor schied bei der Weltmeisterschaft 2001 in Belfast erst im Viertelfinale gegen Jérôme Thomas aus, gewann jedoch 2002 jeweils die Asienmeisterschaft in Seremban und die Asienspiele in Busan, sowie 2003 die Weltmeisterschaft in Bangkok; er schlug dabei auf dem Weg zum Titel Ramazan Ballıoğlu, Bato-Munko Wankejew, Yuriorkis Gamboa, Rustam Rahimov und nun auch Jérôme Thomas.
2004 qualifizierte er sich mit dem Gewinn der Bronzemedaille bei der Asienmeisterschaft in Puerto Princesa für die Olympischen Spiele 2004 in Athen, wo er diesmal im Achtelfinale gegen den späteren Olympiasieger Yuriorkis Gamboa ausschied.
2006 gewann er Silber bei den Asienspielen in Doha und 2007 ebenfalls Silber bei der Weltmeisterschaft in Chicago, nachdem er im Finale gegen Rau’Shee Warren unterlagen war. Zuvor hatte er unter anderem Vincenzo Picardi und Rafał Kaczor besiegt. Mit diesem Erfolg war er für die Olympischen Spiele 2008 in Peking qualifiziert, wo er mit Siegen gegen Eddy Valenzuela, Samir Məmmədov, Anwar Junussow, Vincenzo Picardi und Andry Laffita die Goldmedaille gewinnen konnte. Zudem war er Fahnenträger während der Schlusszeremonie.
Darüber hinaus war er im Laufe seiner Karriere Gewinner der Südostasienspiele 1999 in Bandar Seri Begawan 2001 in Kuala Lumpur 2003 in Hanoi 2005 in Bacolod City und 2007 in Nakhon Ratchasima.